# Liste der Biografien/Chei
Liste der Biografien |
Portal Biografien |
Personensuche
# |
A |
B |
C |
D |
E |
F |
G |
H |
I |
J |
K |
L |
M |
N |
O |
P |
Q |
R |
S |
T |
U |
V |
W |
X |
Y |
Z |
?
 
Ca |
Cb |
Cc |
Ce |
Ch |
Ci |
Cj |
Ck |
Cl |
Cm |
Cn |
Co |
Cr |
Cs |
Ct |
Cu |
Cv |
Cw |
Cy |
Cz
 
Cha |
Chb |
Che |
Chh |
Chi |
Chk |
Chl |
Chm |
Chn |
Cho |
Chr |
Cht |
Chu |
Chv |
Chw |
Chy
 
Chea |
Cheb |
Chec |
Ched |
Chee |
Chef |
Cheg |
Cheh |
Chei |
Chej |
Chek |
Chel |
Chem |
Chen |
Cheo |
Chep |
Cher |
Ches |
Chet |
Cheu |
Chev |
Chew |
Chey |
Chez
Die Liste der Biografien führt alle Personen auf, die in der deutschsprachigen Wikipedia einen Artikel haben. Dieses ist eine Teilliste mit 16 Einträgen von Personen, deren Namen mit den Buchstaben „Chei“ beginnt.

## Chei

### Cheie
- Cheie, Laura (* 1969), rumänische Germanistin

### Cheif
- Cheiffou, Amadou (* 1942), nigrischer Politiker und Luftfahrtingenieur
- Cheifiz, Iossif Jefimowitsch (1905–1995), sowjetischer Filmregisseur und Drehbuchautor

### Cheig
- Cheigam, Rachel (1917–2018), französische Widerstandskämpferin und Journalistin

### Cheik
- Cheikh Raymond (1912–1961), französisch-jüdischer Ma'luf-Musiker (Sänger und Oud-Spieler)
- Cheikh Rouhou, Nihel (* 1987), tunesische Judoka
- Cheikh, Saïd Mohamed (1904–1970), komorischer Politiker
- Cheikhô, Louis (1859–1927), Orientalist, Theologe und Jesuit
- Cheikho, Paul (1906–1989), irakischer Geistlicher, Patriarch von Babylon der chaldäisch-katholischen Kirche
- Cheikhrouha, Nadim (* 1975), tunesisch-französischer Filmproduzent

### Chein
- Chein, Louis (1637–1694), französischer, römisch-katholischer Priester und Komponist des Barock

### Cheir
- Cheirisophos, antiker griechischer Toreut
- Cheirisophos († 400 v. Chr.), spartanischer Heerführer
- Cheiro (1866–1936), irischer Okkultist und Autor
- Cheiron, griechischer Töpfer

### Cheit
- Cheitumar († 769), Fürst der slawischen Karantanen